# Бихевиорализм
Бихевиорали́зм (от англ. behaviour — «поведение») — подход в политической науке, появившийся в 1930-х годах в США. Он представляет собой резкий отход от предыдущих подходов в упоре на объективный, количественный подход к объяснению и прогнозированию политического поведения. Это связано с развитием наук о поведении, созданных по образцу естественных наук. Бихевиорализм утверждает, что может объяснить политическое поведение с беспристрастной, нейтральной точки зрения.
Бихевиоралисты стремятся исследовать поведение, действия и действия отдельных лиц, а не характеристики институтов, таких как законодательные, исполнительные и судебные органы, и групп в различных социальных условиях и объяснять это поведение применительно к политической системе.

## Происхождение
Бихевиорализм получал поддержку с 1942 по 1970-е годы. Вероятно, Дуайт Уолдо впервые ввел термин в употребление в книге под названием «Политическая наука в Соединенных Штатах», выпущенной в 1956 году. Однако популяризировал этот термин Дэвид Истон. Бихевиорализм был темой для дискуссий между традиционалистами и новыми появляющимися подходами к политической науке. Происхождение бихевиорализма часто связывают с работами профессора Чикагского университета Чарльза Мерриама, который в 1920-х и 1930-х годах подчеркивал важность изучения политического поведения отдельных лиц и групп, а не только рассмотрения того, как они соблюдают юридические или формальные правила.

## Как политический подход
До «бихевиоральной революции» политическая наука как наука вообще оспаривалась. Критики считали изучение политики прежде всего качественным и нормативным, и утверждали, что в нем отсутствует научный метод, необходимый для того, чтобы считаться наукой. Бихевиоралисты использовали строгую методологию и эмпирические исследования, чтобы подтвердить свое исследование как социальную науку. Бихевиоралистский подход был новаторским, потому что он изменил отношение к цели исследования. Он перешел к исследованиям, которые были подтверждены проверяемыми фактами. В период 1954-63 гг. Габриэль Алмонд распространил бихевиорализм в сравнительную политологию, создав комитет в SSRC. Во время роста популярности в 1960-х и 1970-х годах бихевиоризм бросил вызов реалистическим и либеральным подходам, которые бихевиоралисты назвали «традиционализмом», а также другим исследованиям политического поведения, не основанным на фактах.
Чтобы понять политическое поведение, бихевиоризм использует следующие методы: выборка, интервьюирование, оценка и масштабирование, а также статистический анализ.
Бихевиорализм изучает, как люди ведут себя в групповых позициях реалистично, а не как они должны себя вести. Рассмотрим пример — исследование Конгресса Соединенных Штатов может включать рассмотрение того, как члены Конгресса ведут себя на своих позициях. Предмет интереса — как Конгресс становится «ареной действий» и окружающими его формальными и неформальными сферами власти.

## Значение термина
Дэвид Истон был первым, кто отделил бихевиорализм от бихевиоризма в 1950-х годах (бихевиоризм — это термин, в основном связанный с психологией). В начале 1940-х годов сам бихевиоризм назывался наукой о поведении, а позже — бихевиоризмом. Однако Истон стремился провести различие между двумя дисциплинами:
Бихевиорализм не был четко определенным движением для тех, кого считали бихевиористами. Те, кто противились этому, дали более четкое определение этому, потому что они описывали его в терминах новых тенденций, которые они считали спорными. Поэтому некоторые определили бы бихевиорализм как попытку применить методы естественных наук к поведению человека. Другие определили бы это как чрезмерный упор на количественную оценку. Другие как индивидуалистический редукционизм. Изнутри практикующие придерживались другого мнения, что и составляло бихевиорализм. […] И мало кто из нас был согласен.
Имея это в виду, бихевиоризм сопротивлялся единому определению. Дуайт Уолдо подчеркнул, что сам по себе бихевиорализм неясен, назвав его «сложным» и «непонятным». Истон согласился, заявив, что «каждый человек ставит свои собственные акценты и тем самым становится своим собственным бихевиористом», и попытки полностью определить бихевиоризм бесплодны. С самого начала бихевиоризм был политической, а не научной концепцией. Более того, поскольку бихевиоризм — это не исследовательская традиция, а политическое движение, определения бихевиоризма следуют тому, что хотели бихевиористы. Поэтому в большинстве вводных статей делается упор на исследование, свободное от ценностей. Об этом свидетельствуют восемь «интеллектуальных камней основания» бихевиоризма Истона:
1. Закономерности  — Обобщение и объяснение закономерностей.
2. Приверженность проверке — Способность проверять обобщения.
3. Техники — Экспериментальное отношение к техникам.
4. Количественная оценка  — Выражение результатов в виде чисел, где это возможно или значимо.
5. Ценности — Разделение этической оценки и эмпирических объяснений.
6. Систематизация — Рассмотрение важности теории в исследованиях.
7. Чистая наука — Отношение к чистой науке, а не к прикладной науке.
8. Интеграция  — Интеграция социальных наук и ценностей.

Впоследствии бихевиоралистский подход был поставлен под сомнение из-за появления постпозитивизма в политической (в частности в международных отношениях) теории.

## Объективность и ценностная нейтральность
Согласно Дэвиду Истону, бихевиоризм стремился быть «аналитическим, а не содержательным, общим, а не частным, и объяснительным, а не этичным». В этом случае теория стремится оценивать политическое поведение без «введения каких-либо этических оценок». Роджер Билер цитирует это как «их настойчивое различие между фактами и ценностями».

## Критика
Этот подход подвергся критике как со стороны консерваторов, так и со стороны радикалов за предполагаемую нейтральность ценностей. Консерваторы рассматривают различие между ценностями и фактами как способ подорвать возможности политической философии. Нил Ример считает, что бихевиорализм отвергает «задачу этических рекомендаций», потому что бихевиористы считают, что «истина или ложность ценностей (демократия, равенство и свобода и т. д.) не могут быть установлены с научной точки зрения и выходят за рамки законного исследования.»
Кристиан Бэй считал, что бихевиоризм является псевдополитической наукой и не представляет собой «подлинных» политических исследований. Бэй возражал против того, чтобы эмпирические соображения имели приоритет над нормативной и моральной экспертизой политики.
Изначально бихевиорализм представлял собой движение от «наивного эмпиризма», но как подход подвергался критике за «наивный сциентизм». Вдобавок радикальные критики считают, что отделение фактов от ценностей делает невозможным эмпирическое изучение политики.

### Критика Крика
Британский ученый Бернард Крик в своей книге Американская политическая наука (1959) выступил с критикой поведенческого подхода к политике, который был доминирующим в Соединенных Штатах, но малоизвестным в Великобритании. Он выделил и отверг шесть основных предпосылок и в каждом случае утверждал, что традиционный подход превосходит бихевиоризм:
1. исследования могут обнаружить единообразие в человеческом поведении,
2. эти единообразия могут быть подтверждены эмпирическими тестами и измерениями,
3. количественные данные самого высокого качества, которые следует анализировать статистически,
4. политическая наука должна быть эмпирической и предсказательной, преуменьшая философские и исторические аспекты,
5. бесценное исследование было идеальным, и
6. социологи должны искать макротеорию, охватывающую все социальные науки, в отличие от прикладных вопросов практической реформы.[26]